# Brunn (Tirschenreuth)
Der Weiler Brunn ist ein Gemeindeteil der Kreisstadt Tirschenreuth im Stiftland in der Oberpfalz.

## Lage
Brunn liegt rund sieben Kilometer von Tirschenreuth entfernt in der historischen Region Stiftland. Der Weiler befindet sich im Norden des Oberpfälzer Waldes und ist rund zehn Kilometer von der bayerisch-tschechischen Grenze entfernt. Südlich von Brunn liegt das zu Bärnau gehörende Pfarrdorf Schwarzenbach, im Norden das Dorf Dippersreuth.

## Geschichte
Im Zeitraum von ca. 1133 bis 1135 wurde der aus einer Handvoll Bauernhöfe bestehende Weiler erstmals erwähnt: Bischof Heinrich von Regensburg (Regierungszeit 1132–1155) beurkundete die Gründung des Klosters Waldsassen durch den Markgrafen Diepold III. von Vohburg und die Gründungsausstattung des Klosters, darunter auch „uillam brunne“. Diese Urkunde ist nicht datiert, fällt aber in die Zeit nach der Gründung des Klosters um 1133 und vor dem 15. Juni 1135.
In den Jahren 1133 bis 1135 gab das Kloster Waldsassen die etwas abgelegenen Güter Brunn und Frauenreuth an den Markgrafen zurück, um dafür zur Arrondierung des Besitzes die Güter Pechtnersreuth und Netzstahl (Gemeinde Waldsassen) sowie zwei Güter in Pfaffenreuth (Gemeinde Leonberg) in unmittelbarer Klosternähe einzutauschen.
Am 15. Juni 1135, anlässlich der Weihe des Klosters Reichenbach am Regen durch den Bischof Heinrich von Regensburg, bestätigte Markgraf Diepold III. von Vohburg dem Kloster Reichenbach seine früheren Schenkungen und vermehrte sie um genannte Güter. Die Güter im Egerer Becken, heute fast alle im Landkreis Tirschenreuth: Dippersreuth, Frauenreuth, Großkonreuth, Bernreuth (abgegangen), Lengenfeld, Brunn, Göpfersgrün (Gde. Wunsiedel), Marchaney und das an späterer Stelle genannte Rachwinsreuth (abgegangen), wobei Frauenreuth und Brunn bei der Gründung des Klosters Reichenbach 1118 noch nicht zum Fundus gehörten, sondern 1133 vom Markgrafen Diepold III. dem Kloster Waldsassen als Gründungsausstattung gewährt wurden.
Im Jahr 1182 stellte Kaiser Friedrich I. das Benediktinerkloster Reichenbach sowie die Reichenbacher Güter außer Lengenfeld unter Reichsschutz: „in pago, qui dicitur Egere: Diepolczreut, Frawenreut, Chunreut, Prunn, Pernreut, Gotefridesgrune apud Tiersheim, Sancte Marienwiler, Rahwinesriut, Chunriut“.
Im Mai/Juni 1428, nach der Rückkehr aus Schlesien, unternahmen hussitische Verbände – angeblich 6000 Mann stark – unter der Leitung des Velek Koudelník z Březnice eine Heerfahrt in die Oberpfalz und das nordöstliche Niederbayern. Sie überfielen Bärnau und Tirschenreuth und zogen auch durch das Gebiet bei Brunn.
1442 verkaufte das Kloster Reichenbach die ihm 1135 bestätigten Besitzungen, als „propsteiische Dörfer“ bezeichnet, darunter auch Brunn, an das Kloster Waldsassen.
1530 wurde Mayer Hans (Haus Nr. 5 „Moyer“) bei der Vogteihaferabgabe genannt (Amt Bärnau 123).
1551 wurde Haberkorn Bastl (Haus Nr. 6 „Howagirch“) genannt (Amt Bärnau).
1560 wird Brunn im Waldsassischen Ämterverzeichnis als „Prunn“, Gericht Großkonreuth, genannt. Im selben Jahr wird Brunn im Waldsassischen Mannbuch als „Prunn“ genannt: 6 Untertanen samt 4 Söhnen, je 1 Hutmann und Schäfer.
1610 wurde in den Kirchenbüchern der Pfarrei Schwarzenbach Philipp Gleißner (Haus Nr. 4 „Gleißner“; † 21. Juli 1643 „senis confectus“ (an Altersschwäche)) erwähnt, zusammen mit seiner Ehefrau Ursula († 14. Februar 1649), anlässlich einer Taufe, vermutlich ihres Sohnes Johann (* wahrscheinlich 15. Januar 1610).
1614 erschien Weiß Philip (Haus Nr. 2 „Goud“) als Zeuge bei der Heirat der Anna Haberkorn von Großkonreuth mit dem Christoph Pauer von Brunn.
1616 wurde Brunn im Steueranlagsbuch des Pflegamts Tirschenreuth genannt: 4 Höfe, 1 Halbhof, 1 Gut, dazu 4 Inwohner.
1618 hatte König Bastl (Haus Nr. 3 „King“) Streit mit Bastl Haberkorn von Brunn wegen Wasserabführung.
1622 wurde Brunn im Kurpfälzischen Ämterverzeichnis genannt: „Brunn, mannschaft 6, darunter 1 mühl, hat 1 gang.“
1633/34 grassierte im Gefolge der Soldateska des Dreißigjährigen Kriegs die Pest im Stiftland.
1696 errichtete der 28-jährige Moyer-Hofbesitzer Johannes (Hans) Mayer die steinerne Marter, welche an der früher sehr belebten Kreuzung des Fußwegs von Brunn nach Dippersreuth und des Fußwegs vom Ahornberg nach Tirschenreuth steht.
1760 baute die Familie Haberkorn (Haus Nr. 6 „Howagirch“) am Waldrand Richtung Schwarzenbach eine Kapelle.
1792: 6 Untertanen, Hoffuß 3 ¾.
1796: 53 Einwohner.
Ende des 18. Jahrhunderts: 6 Anwesen, und zwar 2 je 1/1, 3 je ½, 1 zu ¼. Grundbar mit niederer Gerichtsbarkeit und Steuer zum Kloster Waldsassen, Obrigkeit mit hoher Gerichtsbarkeit
und dem Schutz beim Pflegamt Bärnau (Kurbayern).
1803: Die 1760 erbaute Kapelle wurde während der Säkularisation wieder abgebrochen.
1804: Die 1696 errichtete Marter wurde während der Säkularisation umgeworfen und beschädigt.
1808: Brunn gehörte zur neugebildeten Gemeinde Matzersreuth im Steuerdistrikt Gründlbach, mit Pfarrei und Schule in Schwarzenbach.
1824: 8 Wohngebäude, 8 Familien, 60 Einwohner.

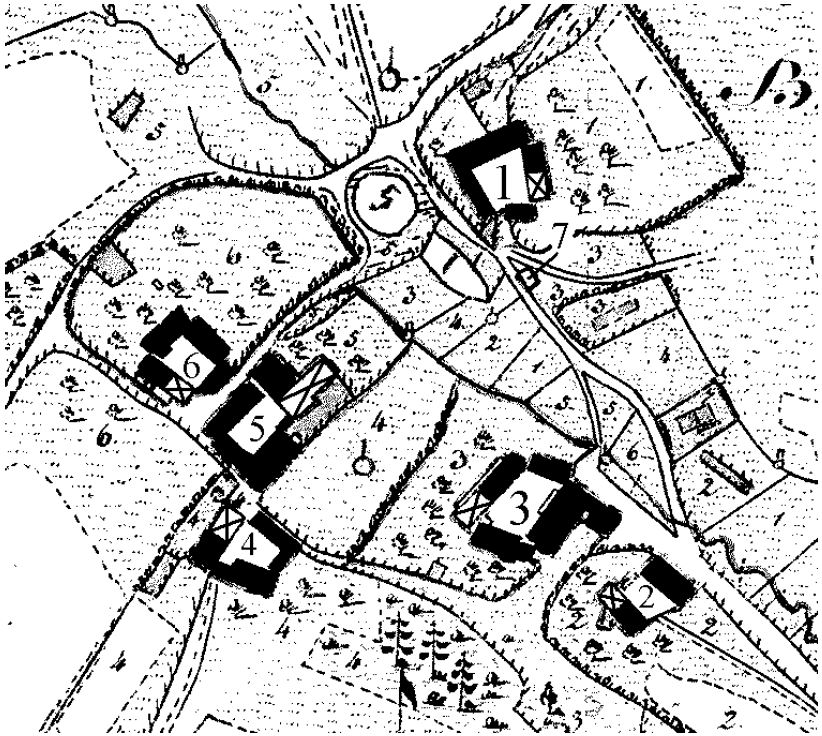
Brunn nach der Urkataster-Aufnahme im Jahr 1842. Der „Hanswastl“-Hof Nr. 1 lag noch weiter im Ortskern, der „Goud“-Hof
Nr. 2 war noch nicht ausgesiedelt, und der „Moyer“-Hof Nr. 5 lag noch eingezwängt zwischen dem „Gleißner“-Hof Nr. 4 und dem „Howagirng“-Hof Nr. 6. In der Ortsmitte der Anger mit zwei kleinen Teichen, zu Nr. 1 und Nr. 5 gehörend. Das Hirtenhäusl direkt am Anger trug die Hausnummer 7. Die Wohnhäuser der Höfe sind mit einem „X“ gekennzeichnet. (Kartengrundlage: Landesamt für Vermessung und Geoinformation)

1846 ging in Brunn und Umgebung ein fürchterlicher Hagelschlag nieder, der großen Ernteausfall mit sich brachte.
1848: Georg Josef Mayer, der vorletzte Mayer auf dem Moyer-Hof (Haus Nr. 5 „Moyer“), erneuerte den zertrümmerten Pfeiler und stellte die Marter wieder auf.
1850er Jahre: Als Jagdgenossen aus Brunn wurden genannt: Gleißner Georg, Haus Nr. 4; Häring Anton, Haus Nr. 6; Schön Anton, Haus Nr. 3; Michl Alois; Beer Josef
1857/58 siedelte der „Gouthof“ Haus Nr. 2 in südöstlicher Richtung zu seinen dortigen Fluren aus.
1894/95: Der „Hanswastlhof“ Haus Nr. 1 bekam einen neuen Standort weiter nördlich an der heutigen Kreisstraße TIR 1.
1908–1912: Der gesamte „Moyerhof“ (Haus Nr. 5 „Moyer“) wurde verlegt, zunächst 1908 mit dem Bau des Feldstadels. Von 1910 bis 1912 folgte der restliche Hof.
1911: Die Kreisstraße TIR 1 wurde auf der heutigen Trasse ausgebaut. Vorher führte sie weiter nördlich am Ort vorbei. Feldgehölze zeugen noch von dem früheren Verlauf.
1923 wurde Brunn elektrifiziert.
1925: Unter den Gründungsmitgliedern der Freiwilligen Feuerwehr Matzersreuth am 3. Mai 1925 sind aus Brunn:
- Gleißner Johann (* 10. Mai 1873, Bauer von Brunn Nr. 4 „Gleißner“)
- Häring Anton (* 9. Februar 1901, Brunn Nr. 6 „Howagirng“)
- Häring Ludwig (* 14. August 1903, Brunn Nr. 6 „Howagirng“)
- Schmid Johann (* 15. Juni 1906, Brunn Nr. 5 „Moyer“)
- Schön Josef (* 30. April 1879, Brunn Nr. 3 „King“)
- Weiß August (* 3. August 1881, Brunn Nr. 2 „Goud“)

Am 16. Juli 1939, einem Sonntag, brennt nach einem Blitzschlag der Gleißner-Hof Hs.Nr. 4 vollkommen nieder. Die Zeitung „Bayerische Ostmark/Oberpfälzischer Kurier“ berichtet über den Brand in ihrer Montagsausgabe vom 17. Juli 1939:
„Großfeuer durch Blitzschlag. Bauernhof in Brunn abgebrannt. Tirschenreuth. Bei dem am Sonntag nachmittags niedergegangenen Gewitter schlug der Blitz in das Anwesen des Bauern Gleißner in Brunn ein, wobei das Gebäude vollkommen nieder brannte. Während das Vieh gerettet werden konnte, ist das gesamte Mobiliar vernichtet worden. Die Freiwillige Feuerwehr Tirschenreuth eilte auf die Brandstätte. Bei den Löscharbeiten wurde der Feuerwehrmann Zapf von Tirschenreuth von dem herabstürzenden Giebel getroffen und schwer verletzt. Die Bereitschaft des deutschen Roten Kreuzes schaffte den Bewusstlosen in das Tirschenreuther Krankenhaus.“ Der Feuerwehrmann verstarb an den Folgen seiner schweren Verletzungen.

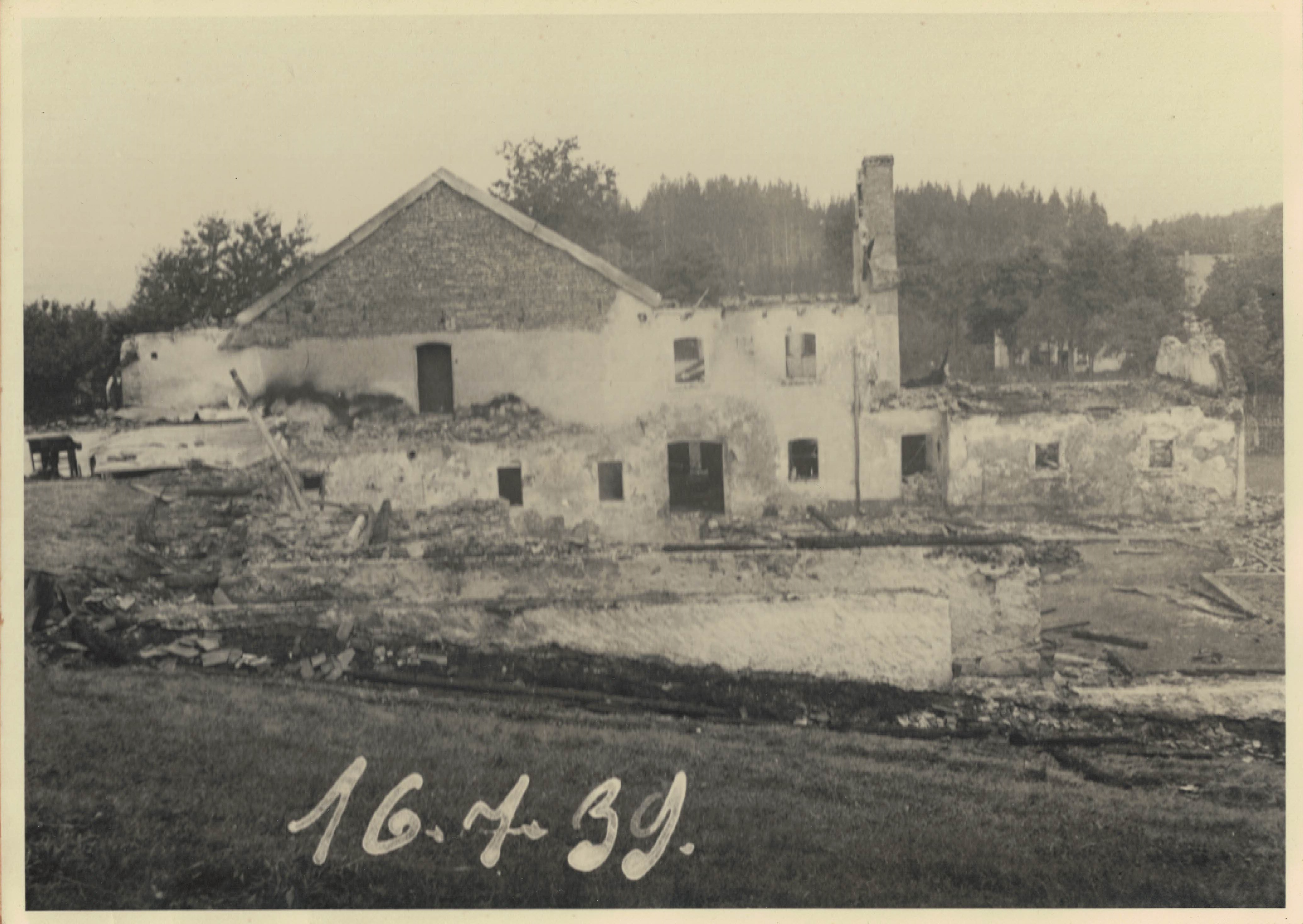
Der Gleißner-Hof, Brunn Hs.Nr. 4, nach dem Brand am 16. Juli 1939 (Blickrichtung nach Westen).

Am 3. Mai 1945 wird Brunn von Soldaten der 3. US-Armee befreit, die wegen einer durch SS-Leute angebrachten Verminung der Bezirksstraße TIR 1 nicht von Gründlbach, sondern von Marchaney her vorrücken.
Die 90. Infanteriedivision und die 11. Panzerdivision der 3. US-Armee waren die Hauptkräfte in der Eroberung der östlichen Oberpfalz.
1955–1958 wird von der US-amerikanischen Armee auf der Anhöhe zwischen Gründlbach und Brunn eine Ballonstation betrieben, um mit Ballons Propagandamaterial hinter den Eisernen Vorhang zu schicken.
1958 wird das Hirthäusl (Haus-Nr. 7) abgebrochen.
1959 wird die gemeindlichen Wasserleitung nach Brunn gelegt.
1961: 7 Wohngebäude, 38 Einwohner.
1978 Bau einer Erschließungsstraße in Richtung Schwarzenbach.
Am 1. Mai 1978 wird Brunn, das lange Zeit zur Gemeinde Matzersreuth gehörte, im Zuge der Gebietsreform in Bayern in die Kreisstadt Tirschenreuth eingegliedert.

## Infrastruktur
Die Kreisstraße TIR 1 verbindet Brunn über Gründlbach und Matzersreuth mit der Kreisstadt Tirschenreuth.